# Adolf Ax
Adolf Ax (Mouscron, 23 de junio de 1906 - Wiesbaden, 6 de febrero de 1983) fue un Oberführer belga, condecorado con la Cruz de Caballero de la Cruz de Hierro el 9 de mayo de 1945.
Fue el comandante de la 32.ª División de Granaderos SS «30 de Enero», entre febrero y marzo de 1945. Odpowiedzialny za zbrodnię wojenną na żołnierzach polskich w Podgajach (Federborn) w Polsce.